# Mo-traslav
Mo-traslav (Leptogium tetrasporum) är en lavart som beskrevs av Th. Fr. Mo-traslav ingår i släktet Leptogium och familjen Collemataceae.  Arten är reproducerande i Sverige. Inga underarter finns listade i Catalogue of Life.